# Шёнау-ам-Кёнигсзе
Шёнау-ам-Кёнигсзе (нем. Schönau am Königssee) — община  в Германии, в Республике Бавария.
Подчиняется административному округу Верхняя Бавария. Входит в состав района Берхтесгаденер-Ланд. Население составляет 5326 человек (на 31 декабря 2010 года). Занимает площадь 131,68 км². Региональный шифр — 09 1 72 132. Местные регистрационные номера транспортных средств (коды автомобильных номеров) (нем. Kraftfahrzeugkennzeichen) — BGL Архивная копия от 20 августа 2016 на Wayback Machine.
Территориально к общине также принадлежит Кёнигсзе с паломнической церковью святого Варфоломея

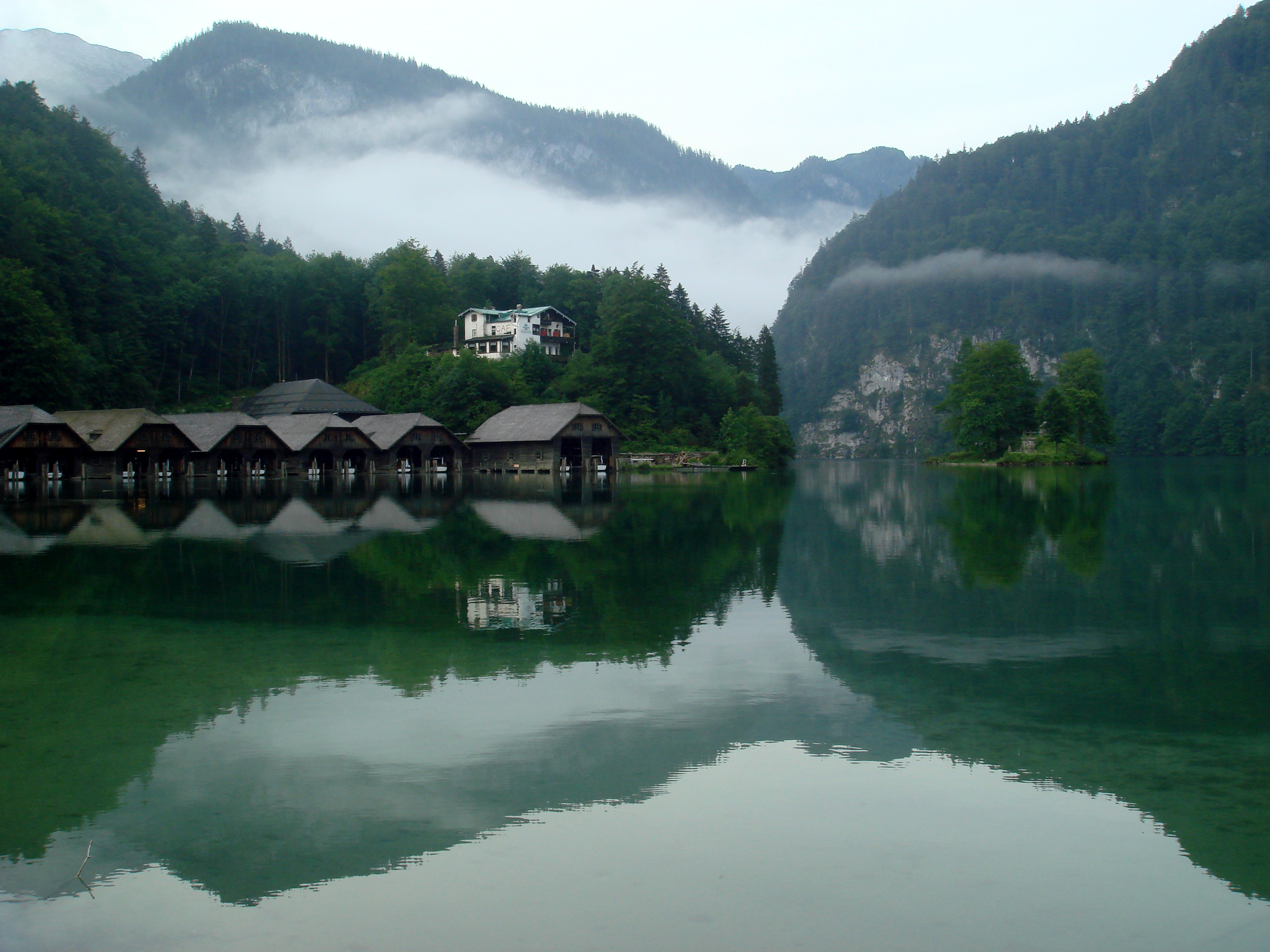

## Ссылки

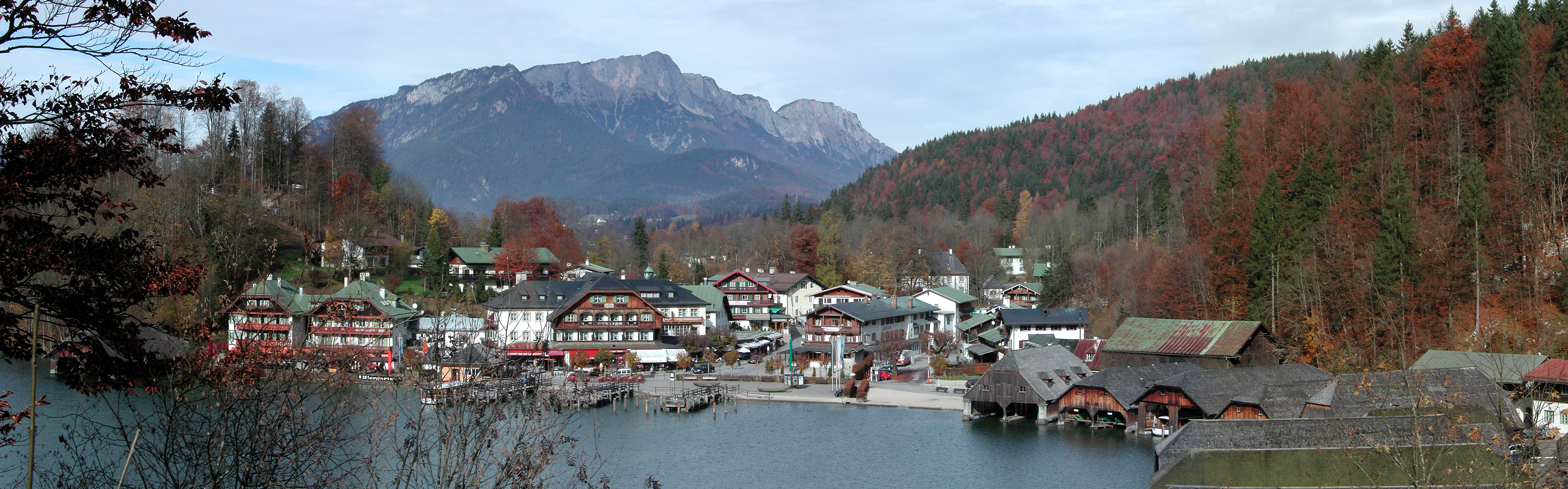

## Население
По оценке на 31 декабря 2015 года население общины составляет 5544 человек.
| Дата      | 1840 | 1871 | 1900 | 1925 | 1939 | 1950 | 1961 | 1970 | 1987 | 2011 |
| --------- | ---- | ---- | ---- | ---- | ---- | ---- | ---- | ---- | ---- | ---- |
| Население | 1221 | 1177 | 1477 | 2211 | 2971 | 5065 | 4909 | 4903 | 5213 | 5349 |

| Год       | 1960 | 1970 | 1980 | 1990 | 2000 | 2009 | 2010 | 2011 | 2012 | 2013 | 2014 | 2015 |
| --------- | ---- | ---- | ---- | ---- | ---- | ---- | ---- | ---- | ---- | ---- | ---- | ---- |
| Население | 4956 | 4886 | 5012 | 5526 | 5538 | 5314 | 5326 | 5356 | 5361 | 5418 | 5423 | 5544 |